# Лийгер, Эллен Яновна
Э́ллен Ли́йгер (эст. Ellen Liiger; 26 июня 1918, Таллин — 4 августа 1987, Таллин) — эстонская советская актриса. Народная артистка Эстонской ССР (1957).

## Биография
Родилась в 1918 году в Таллине в семье служащих, младшая из трёх братьев и сестёр.
После окончания в 1937 году Таллиннской 1-й средней школе для девочек изучала актёрское мастерство в Таллиннской школе драматического искусства при консерватории Таллинской консерватории, которую окончила в 1941 году.
Более 40 лет — с 1941 года и до своей смерти в 1987 году — служила в Эстонском государственном академическом театре драмы им. В. Кингисеппа, с небольшим пятилетнем перерывом в начале 1960-х, когда работала в театре «Ванемуйне» в Тарту.

Творчество Лийгер отличается эмоциональностью и искренностью, лаконизмом выразительных средств. В её сценических образах лиризм сочетается с мягким юмором, комедийностью. Играла также драматические роли.— Театральная энциклопедия
Роли на сцене: Аня («Дни и ночи» по Симонову), Мари-Эльтс («Совесть» Раннета), Сента («Сын рыбака» Лациса), Ангела («Королю холодно» Таммсааре), Тийна («Оборотень» Китцберга), Соня («Дядя Ваня»), Поля («Мещане»), Марья Антоновна («Ревизор»), Маша («Кремлёвские куранты») и другие.
Также выступала в качестве актрисы радио и телевидения. Несколько пьес с её участием транслировались по эстонскому телевидению. Снялась в трёх фильмах киностудии «Таллинфильм».
Преподавала драматическое искусство в Тартуском университете и Таллиннском педагогическом институте.
В 1955 году присвоено звание Заслуженной артистки Эстонской ССР, спустя всего два года — в 1957 году присвоено звание Народный артист Эстонской ССР. В 1956 году награждена орденом Трудового Красного Знамени
Была замужем за актёром Ильмаром Таммуром, их дочь Маре Лайгер стала врачом.
Умерла в Таллине в 1987 году в возрасте 69 лет.

## Фильмография
- 1951 — Свет в Коорди / Valgus Koordis — судья
- 1966 — Девушка в чёрном / Tütarlaps mustas — Хельментийне
- 1981 — Суровое море / Karge meri — жена Праакли